# Chiesa di Nostra Signora della Mercede e Sant'Erasmo
La chiesa di Nostra Signora della Mercede e Sant'Erasmo è un luogo di culto cattolico situato nel quartiere di Nervi, in località Capolungo, nel comune di Genova nella città metropolitana di Genova. La chiesa è sede della parrocchia omonima del vicariato di Nervi-Quinto dell'arcidiocesi di Genova.

## Storia e descrizione
Secondo le fonti storiche un primario edificio di culto fu edificato nel XV secolo, un oratorio, dedicato a sant'Erasmo. La struttura subì un notevole ampliamento nel corso del XVIII secolo e in tempi recenti con un accurato restauro, soprattutto alle fondamenta, nel 1977.
Il 31 gennaio del 1952 divenne rettoria succursale della chiesa di San Siro di Nervi e della chiesa di Sant'Ilario nell'omonima località, con decreto dell'arcivescovo di Genova cardinale Giuseppe Siri in vigore dal 3 febbraio. Il 9 marzo del 1953 fu elevata al titolo parrocchiale con la doppia intitolazione a Nostra Signora della Mercede e sant'Erasmo. La consacrazione dell'edificio è avvenuta il 3 giugno del 1978.